# Gerardo Bianchi

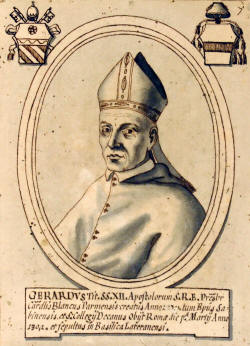
Gerardo Bianchi

Gerardo Bianchi (* etwa 1220 in Gainago, Torrile; † 9. März 1302 in Rom, Kirchenstaat) war ein italienischer Kardinal und päpstlicher Diplomat.

## Leben
Gerardo Bianchi wurde um 1220 in Torrile geboren. Er studierte Jura an der Universität Bologna und wurde Kanoniker des Domkapitels von Parma.
Er begann seine Karriere an der römischen Kurie als Kaplan von Papst Innozenz IV. (1243–1254) und als Skriptor in der Kanzlei (bezeugt 1245). Am 30. April 1277 ist er als Auditor litterarum contradictarum bezeugt. Zum Zeitpunkt seiner Erhebung zum Kardinal war er Protonotarius apostolicus.

### Kardinal
Papst Nikolaus III. kreierte beim Konsistorium vom 12. März 1278 neun Kardinäle, unter ihnen Gerardo Bianchi, den er zum Kardinalpriester von Santi XII Apostoli ernannte. Am 15. Juli 1278 teilte Papst Nikolaus dem französischen König Philipp III. mit, dass er Kardinal Gerardo nach Toulouse schicken werde, wo dieser gemeinsam mit Kardinal Hieronymus Masci, OMin und Ordensmeister Johannes von Vercelli, OP, einen Frieden mit König Alfons von Kastilien herbeiführen solle. Am 5. August 1278 wurde ihm das Recht gewährt, in seiner Gesandtschaft in Frankreich die Dienste von Mitgliedern jedes beliebigen religiösen Ordens in Anspruch zu nehmen. Am 29. November 1278 änderte der Papst seine Anweisungen an die drei Legaten gemäß dem Wunsch der beiden Könige, sodass sie ihre Tagungen in der Gascogne abhalten sollten. Am 9. Juni 1279 drohte Papst Nikolaus König Alfons mit harten Strafen, weil er nicht am Friedensprozess mitarbeite.
Papst Nikolaus III. (Orsini) starb am 22. August 1280 und Kardinal Bianchi nahm am Konklave teil, das ab September 1280 in Viterbo stattfand. Am 22. Februar 1281 wurde der französische Kardinal Simon de Brion zum Papst gewählt und er nahm den Namen Martin IV. an.
Am Karsamstag, dem 12. April 1281, hielt Papst Martin IV. ein Konsistorium ab, bei dem er sieben neue Kardinäle kreierte, Kardinal Gerardo in den Klasse der Kardinalbischöfe erhob und ihm den suburbikarischen Bischofssitz von Sabina zuwies.

### Legat im Königreich Sizilien
Die Sizilianische Vesper, ein Aufstand gegen die Herrschaft König Karls von Anjous über die Insel, der zu Ostern 1282 in Palermo ausbrach, erschütterte die Insel Sizilien. Tausende Anjouer und andere französische Bewohner der Insel wurden massakriert. Die Städte, die die Ausländer vertrieben hatten, schickten Gesandte zu Papst Martin und baten ihn, sie unter seinen Schutz zu nehmen und als freie Städte anzuerkennen, die direkt der Oberhoheit der Kirche unterstehen. Der Papst, der König Karl seine Wahl durch das Kardinalskollegium verdankte, lehnte ab. Die Städte wandten sich daraufhin hilfesuchend an König Peter III. von Aragon.
Am 5. Juni 1282 wurde Kardinal Bianchi zum päpstlichen Legaten in Sizilien ernannt, um das Königreich zu befrieden. Im August wurde er im Auftrag Karls I. von Neapel in das belagerte Messina geschickt, jedoch ohne Erfolg. Als König Karl und König Alfons sich im Herbst 1282 aufgrund ihrer Differenzen gegenseitig zu einem Einzelkampf herausforderten, schrieb Papst Martin an König Karl und bat ihn, seine Verpflichtungen nicht auszuführen.
Im Jahr 1283 wurde er erneut nach Sizilien geschickt, um dort nach der Sizilianischen Vesper eine Kapitulation der dortigen Rebellion zu erwirken. Sein einziger Erfolg war jedoch die Kapitulation Neapels. Er war ein enger Berater von Karl von Salerno, doch Admiral Ruggiero di Lauria vereitelte den Feldzug.
Im März 1284 leitete er eine Synode, die in der Stadt Melfi zusammentrat. Deren Abschlussdokument wurde am 28. März 1284 verkündet.
Nach dem Tod Karls I. von Neapel im Jahr 1285 teilte er sich die Regentschaft des Königreichs Sizilien mit Robert II. von Artois. In der Praxis lag die Macht jedoch bei Maria von Ungarn, Königin von Neapel, der Frau des inhaftierten Karl II. von Neapel (dem ehemaligen Prinzen von Salerno).
Er war noch Legat und Regent unter Honorius IV. (1285–1287). An dessen Wahl im Konklave 1285 nahm er nicht teil. Im Gegensatz dazu aber an der Papstwahl 1287–1288 teil, die Nikolaus IV. Er blieb Legat in Sizilien-Süditalien (Trani, Messana), 1288–1289.

### Frankreich
Im Jahr 1290 befand er sich zusammen mit Benedetto Caetani im Auftrag von Papst Nikolaus IV. in diplomatischer Mission in Frankreich, vor allem um Differenzen zwischen Frankreich, Aragon und England beizulegen. Die Entsendung von Kardinal Gerardo wurde König Philipp IV. in einem Brief von Papst Nikolaus vom 23. März 1290 angekündigt. Im Juni 1290 befanden sie sich in Lyon, wo sie einen Fall entschieden, der die weltliche Gerichtsbarkeit in der Stadt Lyon betraf und zwischen dem Erzbischof von Lyon und dem Domkapitel strittig war. Anfang Oktober trafen sie in Reims ein, um einen Konflikt zwischen dem Erzbischof und den Kanonikern beizulegen. Während des Streits hatten sich die Kanoniker von der Teilnahme an der Liturgie in der Kathedrale zurückgezogen und die Benutzung der Orgel verboten. Die beiden Kardinäle setzten den Boykott für die Dauer ihres Besuchs aus und verlangten in ihrem Dekret zur Beilegung des Streits von Erzbischof und Kanonikern, dass diese zwei Statuen der beiden Kardinäle anfertigen ließen, die bei wichtigen Feierlichkeiten am Hochaltar der Kathedrale aufgestellt werden sollten.
Im folgenden Jahr waren er und Gaetani bei der Unterzeichnung des Vertrags von Tarascon anwesend, der den Aragonesischen Kreuzzug beenden sollte, den Papst Martin IV. gegen Peter III., den König von Aragon, ausgerufen hatte.
Er nahm an der Papstwahl 1292–1294, bei der Coelestin V. gewählt wurde, und dem Konklave 1294, das Bonifatius VIII. wählte, teil.

### Zurück in Italien
Im Jahr 1297 weihte er in der Lateranbasilika einen Altar zu Ehren der Heiligen Maria Magdalena. 1297 wurde er Kardinaldekan, laut anderen Quellen bereits 1297. Er war auch Erzpriester der Lateranbasilika (ca. 1299–1302).
Am 13. April 1298 erteilte Papst Bonifatius VIII. (1294–1303) Kardinal Gerardo die Erlaubnis, seinen Plan auszuführen, in seiner Heimatstadt Parma zu Ehren von San Martin die Bozis ein Kloster fder Zisterzienser zu gründen. Am 3. Oktober 1298 verlieh der Papst dem Kloster von Kardinal Gerardo, das noch keine Mönche und keinen Prior hatte, das Priorat S. Leonardo bei Parma.
Vom 17. Juli 1299 bis zum 14. Januar 1302 war Kardinal Gerardo Bianchi erneut Legat des Königreichs Sizilien. Der Kardinal wurde erneut in den Dienst verpflichtet und am 20. Juli 1299 von Bonifatius VIII. zum Legaten in Sizilien mit Vollmachten ernannt. Seine Aufgabe bestand darin, Friedrich III. von Sizilien und seine Rebellen mit der römischen Kirche zu versöhnen. Er wurde sofort mit einem Brief nach dem anderen bombardiert, der Ratschläge und Anweisungen enthielt, wie er seine Aufgabe erfüllen sollte. Außerdem wurde ihm Landolfo Brancaccio, Kardinaldiakon von Sant’ Angelo in Pescheria, als Unterstützung zugeteilt. Am 1. Februar 1300 trat Kardinal Gerardo erneut als Legat auf, an den der Papst einen Beschwerdebrief schickte, weil Philipp, Fürst von Tarent, der jüngere Sohn Karls II. von Neapel, die Straße von Messana unter Verletzung eines päpstlichen Verbots durchquert habe.
Er starb am 1. März 1302 in Rom und wurde in der Lateranbasilika beigesetzt.